# Echinopsole
Echinopsole is een geslacht van weekdieren uit de klasse van de Gastropoda (slakken).

## Soorten
- Echinopsole breviceratae Burn, 1962
- Echinopsole fulvus Macnae, 1954